# Fondaco del Megio
El Fondaco del Miglio, Fondaco del Mégio o  Fontego del Mégio en Idioma véneto, es un edificio histórico italiano situado en el sestiere de Santa Croce de Venecia, al lado del Fondaco dei Turchi, junto al Gan Canal.

## Historia
La República de Venecia construyó este edificio en el siglo XIII como almacén de grano, especializándose en la recogida de mijo ( miglio en italiano), tarea que desempeñó hasta la caída de la República en 1797, momento en el que se abandona. Adquirido por el Ayuntamiento de Venecia, actualmente alberga una escuela de educación primaria.

## Descripción
Se trata de la construcción con la fachada más sobria del Gan Canal, constituyendo la típica casa-almacén. En la planta al nivel del Canal hay tres portales rectangulares y en las tres plantas superiores se distribuyen trece ventanas de forma un tanto irregular. Como decoración, en la zona central del último piso se sitúa un bajorrelieve del león de San Marcos, símbolo que se colocaba en los edificios públicos de la República, copia del original destruido durante la caída de la ciudad-estado, obra de Carlo Lorenzetti. Destaca también, la fila de almenas en la cornisa del edificio.